# Jonathan Lardot
Jonathan Lardot (31 gennaio 1984) è un arbitro di calcio belga.